# Gomadrunk'
Gomadrunk' är ett berg i Armenien.   Det ligger i provinsen Vajots Dzor, i den centrala delen av landet, 70 kilometer sydost om huvudstaden Jerevan. Toppen på Gomadrunk' är 1 792 meter över havet.
Terrängen runt Gomadrunk' är kuperad söderut, men norrut är den bergig. Terrängen runt Gomadrunk' sluttar söderut. Närmaste större samhälle är Yeghegnadzor, 15,6 kilometer öster om Gomadrunk'. 
Trakten runt Gomadrunk' består i huvudsak av gräsmarker. Runt Gomadrunk' är det ganska glesbefolkat, med 28 invånare per kvadratkilometer.